# Clariallabes longicauda
Clariallabes longicauda är en fiskart som först beskrevs av George Albert Boulenger 1902.  Clariallabes longicauda ingår i släktet Clariallabes och familjen Clariidae. IUCN kategoriserar arten globalt som livskraftig. Inga underarter finns listade i Catalogue of Life.